# Lagos
Lagos je velemesto v Nigeriji, ki leži na obali Gvinejskega zaliva na jugozahodnem delu države. Po popisu iz leta 2006 ima skoraj 8 milijonov prebivalcev in je za Kairom drugo največje mesto v Afriki. Število prebivalstva metropolitanskega območja v zadnjih desetletjih eksplozivno narašča in znaša po eni od novejših ocen že 21 milijonov, kar je več od Kaira. Lagos je nekdanja prestolnica Nigerije, še vedno pa ostaja njeno gospodarsko središče, sedež velike večine finančnih ustanov in več kot polovice industrije v državi.
Mesto se je razvilo iz naselbine ljudstva Jorubov na zahodni obali in otokih Lagoške lagune, ki so jo prebivalci imenovali Oko, kasneje pa se je ime spremenilo v Èkó, kakor domačini še vedno pravijo Lagosu. Sedanje ime verjetno izhaja iz portugalske besede za jezero. Mesto se širi predvsem proti severozahodu, stran od lagune in se razteza že 40 km od obale.

## Zgodovina
Območje, kjer zdaj stoji Lagos, je bilo poseljeno že v daljni preteklosti. Prvi prebivalci so bili predstavniki ljudstva Avare (podskupina Jorubov), ki so se ukvarjali z ribolovom in pridelavo soli. Spopadi med plemeni za nadzor nad plovnimi potmi so bili pogosti. V 15. stoletju so prišli Evropejci, ki so tu začeli trgovati; Lagos je postal pomembno pristanišče v trgovini s sužnji, ki so jih mestni vladarji in trgovci dobavljali iz zaledja (predvsem Jorube). Po ukinitvi sužnjelastništva so se v Lagosu naselili osvobojeni črnci iz današnje Liberije, Sierre Leone in Južne Amerike. Od takrat ima mesto izrazito multikulturen značaj.
Sredi 19. stoletja je postal Lagos center britanskih trgovskih interesov v regiji. Britanci so ga zavzeli in deset let upravljali kot konzulat, ki je služil kot izhodiščna točka za prodor v notranjost celine. Iz ozemelj pod njihovim nadzorom je nastal protektorat, iz njega pa kasneje današnja država Nigerija. Novo obdobje intenzivne rasti je mesto doživelo v 1970. letih z odkritjem nafte, ki je postala gonilna sila nigerijskega gospodarstva. Tudi dejstvo, da je vlogo administrativnega središča države prevzelo novozgrajeno mesto Abuja, ni ustavilo hitre rasti Lagosa.

## Geografija
Mesto leži v ravnem obalnem pasu, ki ločuje notranjost celine od oceana, s številnimi zalivi, močvirji, lagunami in estuariji. Zaradi velike količine padavin in slabega odvodnjavanja so zazidljiva območja omejena, zato je Lagos eno najgosteje naseljenih mest v vsej Afriki. Obalni predeli so pogosto poplavljeni ob deževjih, medtem ko so v barakarskih naseljih dlje od obale storitve praktično neobstoječe, saj infrastruktura in prostorsko načrtovanje ne dohajata rasti prebivalstva. Tudi cestno omrežje ni kos vedno številčnejšemu prometu, posledica česar so pogosti zastoji.

### Podnebje
Po Köppenovi klimatski klasifikaciji je območje, kjer stoji Lagos, na meji med monsunskim in savanskim podnebjem. Na leto sta dve deževni obdobji, močno med aprilom in julijem ter šibkejše med oktobrom in novembrom, med njima pa je razmeroma suho. Daljše sušno obdobje je od decembra do marca, zanj je značilen veter harmatan iz Sahare.
| Podnebni podatki za Lagos                      | Podnebni podatki za Lagos | Podnebni podatki za Lagos | Podnebni podatki za Lagos | Podnebni podatki za Lagos | Podnebni podatki za Lagos | Podnebni podatki za Lagos | Podnebni podatki za Lagos | Podnebni podatki za Lagos | Podnebni podatki za Lagos | Podnebni podatki za Lagos | Podnebni podatki za Lagos | Podnebni podatki za Lagos | Podnebni podatki za Lagos |
| Mesec                                          | Jan                       | Feb                       | Mar                       | Apr                       | Maj                       | Jun                       | Jul                       | Avg                       | Sep                       | Okt                       | Nov                       | Dec                       | Letno                     |
| ---------------------------------------------- | ------------------------- | ------------------------- | ------------------------- | ------------------------- | ------------------------- | ------------------------- | ------------------------- | ------------------------- | ------------------------- | ------------------------- | ------------------------- | ------------------------- | ------------------------- |
| Povprečna visoka temperatura °C                | 32.2                      | 33.1                      | 32.7                      | 32.1                      | 30.9                      | 29.2                      | 28.1                      | 28.1                      | 28.9                      | 30.4                      | 31                        | 31.9                      | 30.7                      |
| Povprečna nizka temperatura °C                 | 22.3                      | 23.5                      | 23.8                      | 23.6                      | 23.1                      | 22.6                      | 22.1                      | 21.7                      | 21.9                      | 22.3                      | 22.6                      | 22.4                      | 22.7                      |
| Povprečna količina dežja mm                    | 14.3                      | 42                        | 77.1                      | 142.4                     | 204.8                     | 312.2                     | 256.9                     | 112.4                     | 167.1                     | 135.8                     | 54                        | 19                        | 1.538                     |
| Povp. št. deževnih dni                         | 1.5                       | 2.7                       | 6.4                       | 8.9                       | 12.4                      | 16.2                      | 13.2                      | 11.6                      | 12.7                      | 10.9                      | 4.9                       | 1.4                       | 102.8                     |
| Povp. št. sončnih ur                           | 164.3                     | 169.5                     | 173.6                     | 180                       | 176.7                     | 114                       | 99.2                      | 108.5                     | 114                       | 167.4                     | 186                       | 192.2                     | 1.845,4                   |
| Vir 1: Svetovna meteorološka organizacija      |                           |                           |                           |                           |                           |                           |                           |                           |                           |                           |                           |                           |                           |
| Vir 2: Observatorij Hongkong (samo osončenost) |                           |                           |                           |                           |                           |                           |                           |                           |                           |                           |                           |                           |                           |

## Mednarodni odnosi
Lagos ima uradne povezave z naslednjimi mesti (pobratena ali sestrska mesta oz. mesta-dvojčki):
- Bruselj, Belgija
- Bukarešta, Romunija
- Cotonou, Benin
- Daegu, Južna Koreja
- Fukuoka, Japonska
- Montego Bay, Jamajka
- Džaipur, Indija
- Newcastle, Združeno kraljestvo
- Nürnberg, Nemčija
- Olimpija, Grčija
- Port of Spain, Trinidad in Tobago
- Ra'anana, Izrael
- Rio de Janeiro, Brazilija
- Salcedo, Dominikanska republika
- Salzburg, Avstrija
- Taipei, Tajvan
- Tbilisi, Gruzija
- Toulouse, Francija
- Istanbul, Turčija